# F.U.K.T.
F.U.K.T. er en drum and bass-gruppe fra Danmark.

## Diskografi
- Falling (2011)
- Play With Fire (2006)

| Musikgruppe | Spire Denne artikel om en dansk musikgruppe er en spire som bør udbygges. Du er velkommen til at hjælpe Wikipedia ved at udvide den. |